# Joseph Stankevicius
Joseph Stankevicius (conocido como Joe Stankevicius; Hamilton, 1 de septiembre de 1978) es un deportista canadiense que compitió en remo.
Ganó dos medallas de oro en el Campeonato Mundial de Remo, en los años 2002 y 2003. Participó en los Juegos Olímpicos de Atenas 2004, ocupando el quinto lugar en la prueba de ocho con timonel.

## Palmarés internacional
| Campeonato Mundial | Campeonato Mundial | Campeonato Mundial | Campeonato Mundial |
| Año                | Lugar              | Medalla            | Prueba             |
| ------------------ | ------------------ | ------------------ | ------------------ |
| 2002               | Sevilla (España)   | Medalla de oro     | Ocho con timonel   |
| 2003               | Milán (Italia)     | Medalla de oro     | Ocho con timonel   |